# Oedopeza costulata
Oedopeza costulata là một loài bọ cánh cứng trong họ Cerambycidae.